# Alejandro Zarzuela
Alejandro Zarzuela Beltran, né le 2 avril 1987, est un athlète de basket-ball en fauteuil roulant en 3 point player (en). Il est membre de l'équipe d'Espagne de basket-ball en fauteuil roulant, avec laquelle il a participé aux Jeux paralympiques d'été de 2012 et de 2016.